# Registro bibliográfico
Registro bibliográfico é um conjunto de dados ou palavras relacionadas, tratadas como um todo em termos lógicos ou físicos que servem para identificar um documento. São as informações bibliográficas tradicionalmente constantes dos catálogos de bibliotecas. Os registros são subdivididos em categorias de informação chamadas campos, tais como: título, autor e descritor.